# تقدير حسب القيمة العليا لدالة الإمكان

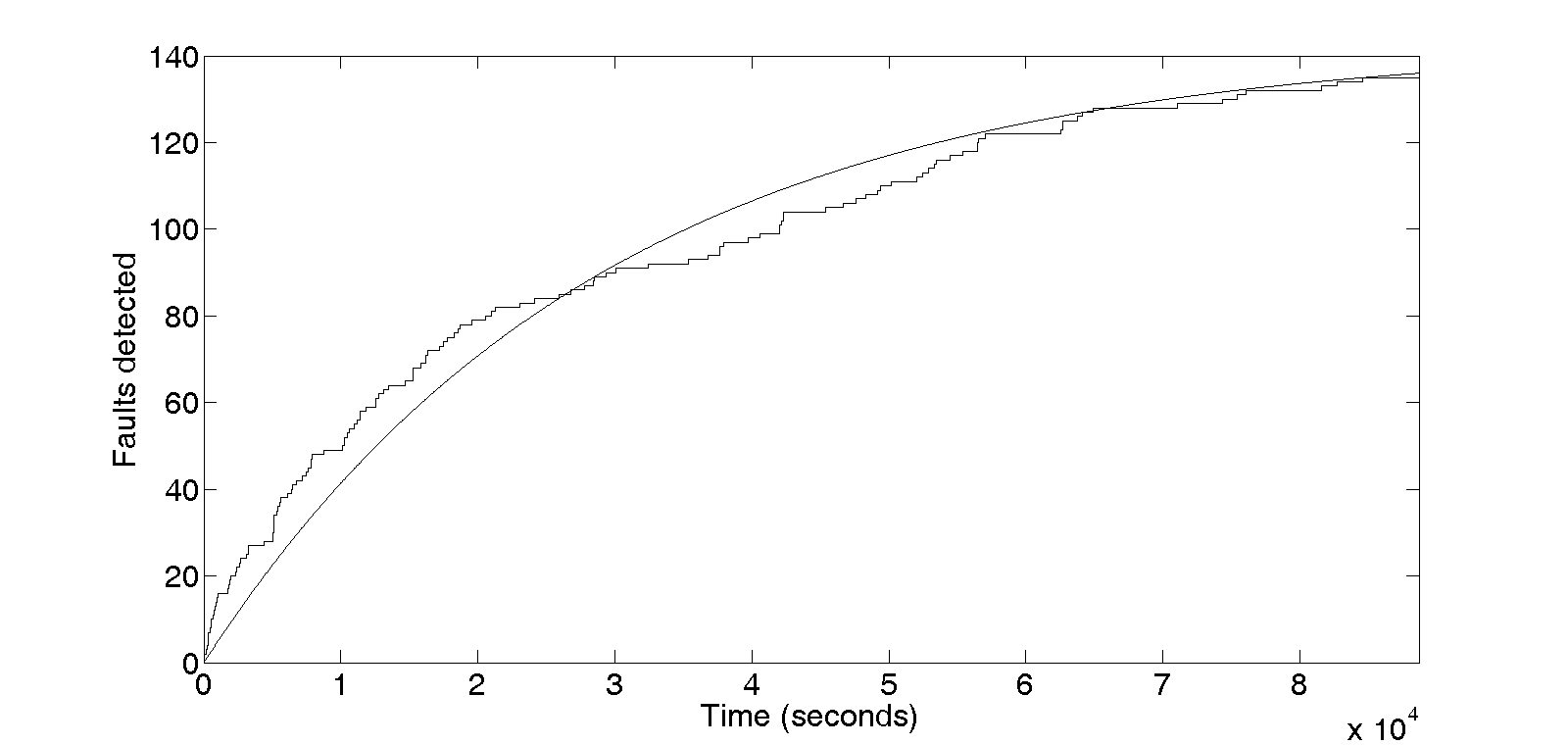

في الإحصاء، التقدير حسب القيمة العليا لدالة الإمكان أو تقدير الاحتمال الأرجح أو الإمكانية القصوى أو تقدير الأرجحية الأعلى هو طريقة لتقدير معاملات النموذج الإحصائي وإيجاده لمجموعة من البيانات، وذلك بتقدير أوسطة لهذا النموذج. عند تطبيقها على مجموعة من البيانات وإعطاء نموذج إحصائي، يقدم تقدير الاحتمال الأرجح تقديرات لنموذج المُعاملات.
تتوافق طريقة الاحتمال الأرجح مع العديد من طرق التقدير المعروفة في الإحصائيات فعلى سبيل المثال، يمكن للمرء أن يهتم بارتفاع أنثى زرافة بالغة، ولكن غير قادر على قياس ارتفاع كل زرافة في السكان بسبب قيود التكلفة أو الوقت. بافتراض أن الارتفاعات يوزَّع توزيع (غاوسي) طبيعي مع العلم ان المتوسط والتباين غير المعروف، يمكن تقدير المتوسط والتباين من خلال تقدير الاحتمال الأرجح (MLE) من خلال معرفة ارتفاع بعض العينات من المجموع الكلي للسرب. يتم تقدير الاحتمال الأرجح عن طريق أخذ المتوسط والتباين كمُعاملات وإيجاد قيم معاملة محددة التي تجعل النتائج الملحوظة الأكثر احتمالاً (حسب النموذج).
بشكلٍ عام، لمجموعة محددة من البيانات والنموذج الإحصائي الأساسي، تختار طريقة الاحتمال الأرجح قِيَم نموذج المعاملات الذي يُنتج توزيعًا يعطي البيانات المرصودة أكبر احتمال؛ أي المعاملات التي تزيد وظيفة الاحتمال). يعطي تقدير الاحتمال الأرجح مقاربة موحدة إلى التقدير، وهي محددة جيدًا في حالة التوزيع الطبيعي والعديد من المشكلات الأخرى. ومع ذلك، في بعض المشكلات المعقدة، تحدث الصعوبات: في مثل تلك المشكلات، فمُقدرات الاحتمال الأرجح غير مناسبة أو غير موجودة.